# Eucalyptus nitida
Eucalyptus nitida är en myrtenväxtart som beskrevs av Joseph Dalton Hooker. Eucalyptus nitida ingår i släktet Eucalyptus och familjen myrtenväxter. Inga underarter finns listade i Catalogue of Life.